# Samoas distrikt
Samoa är indelat i elva distrikt.  Dessa distrikt är traditionella och etablerade före européernas ankomst. 
| Upolu (inklusive mindre öar)                                                       |                 |             |       |         |
| 1                                                                                  | Tuamasaga       | Afega       | 479   | 83,191  |
| 2                                                                                  | A'ana           | Leulumoega  | 193   | 20,167  |
| 3                                                                                  | Aiga-i-le-Tai1) | Mulifanua   | 27    | 4,508   |
| 4                                                                                  | Atua2)          | Lufilufi    | 413   | 21,168  |
| 5                                                                                  | Va'a-o-Fonoti   | Samamea     | 38    | 1,666   |
| Savai'i                                                                            |                 |             |       |         |
| 6                                                                                  | Fa'asaleleaga   | Safotulafai | 266   | 12,949  |
| 7                                                                                  | Gaga'emauga3)   | Saleaula    | 223   | 7,108   |
| 8                                                                                  | Gaga'ifomauga   | Aopo        | 365   | 4,770   |
| 9                                                                                  | Vaisigano       | Asau        | 178   | 6,643   |
| 10                                                                                 | Satupa'itea     | Satupa'itea | 127   | 5,556   |
| 11                                                                                 | Palauli         | Vailoa      | 523   | 8,984   |
|                                                                                    | Samoa           | Apia        | 2,831 | 176,848 |
| 1) inklusive öarna Manono, Apolima och Nu'ulopa                                    |                 |             |       |         |
| 2) inklusive Aleipata Islands och Nu'usafe'eön                                     |                 |             |       |         |
| 3) mindre delar även på Upolu (Salamumu (inkl. Salamumu-Utu) och Leauvaa villages) |                 |             |       |         |

## Exklaver
Flera av distrikten har exklaver:
- Gaga'emauga: bortsett från huvuddelen på Savai'i är det två exklaver på Upolu (byarna Salamumu och Leauva'a) – detta är det enda distriktet med områden på bägge huvudöarna.
- Satupa'itea: består av två separata områden på sydsidan av Savai'i.
- Palauli: består av två separata områden på sydsidan av Savai'i.
- A'ana: har en liten exklav (byn Satuimalufilufi).
- Va'a-o-Fonoti: har en liten exklav (byn Faleāpuna).
- Aiga-i-le-Tai: inkluderar öarna Manono, Apolima och Nu'ulopa.
- Atua: inkluderer Aleipataöarna och ön Nu'usafe'e.